# Massimo D'Alema
Massimo D'Alema (Roma, 20 d'abril de 1949), és un periodista i polític italià. Fou secretari general del Partito Democratico (PDS), i primer ministre d'Itàlia del 1998 al 2000, i vice-primer ministre i ministre d'afers estrangers del 2006 al 2008.